# カンバーランド アンド ウェストモーランド・レスリング
カンバーランド＆ウエストモーランド・レスリング（Cumberland and Westmorland wrestling）は、カンバーランド・レスリングとも呼ばれ、イングランドのカンバーランド州とウェストモーランド州で古くから行われている伝統的なレスリングです。
スコティッシュ・バックホールドとよく似ており、ノース・カントリー・スタイルに分類されています。

## 起源
多くの歴史家は、コーンウォールスタイルやグーレンスタイルとの類似性から、ケルト系の伝統レスリングであると結論付けている。
国際ケルトレスリング連盟は、カンバーランドレスリングをケルト系に分類している。

## 伝統
伝統的な衣装は、ロングジョンズと刺繍が施されたベスト、その上にベルベットのセンターピースを着用。
競技は伝統的に新年の祝いや夏至の日に開催される。

## ルール
選手同士が組み合った試合を開始する。

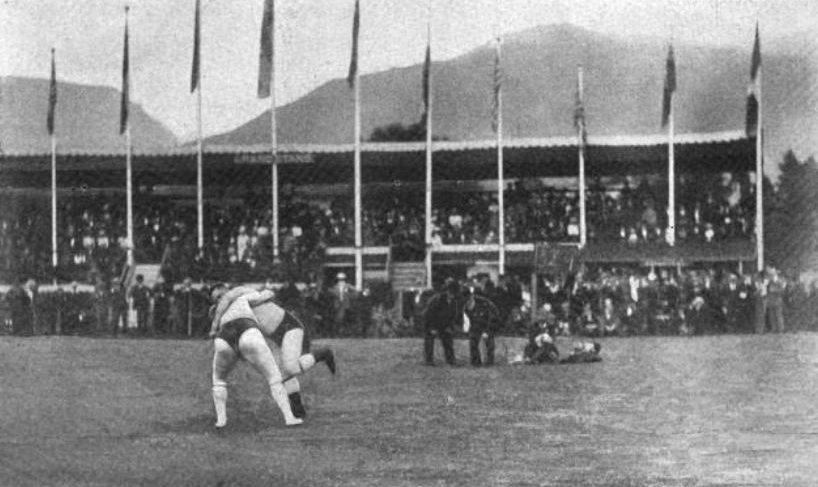
1900年のグラスミア選手権

以下の技を使い相手のバランスを崩す、または相手のグリップを外すことを試みる。
- リフト技（ヒップス）
- ツイスト技（バットックス）
- トリップ技（インサイドクリック、クロスクリック、バックヒール、アウトサイドストローク）

相手の足以外の体の一部が地面に触れると負け。
どちらが先に地面に触れたか不明な場合は無効となり再試合が行われる。
一方がグリップを失い、もう一方が保持し続けている場合も勝ち。
試合は通常、3回勝負で行われる。